# Вангди-Пходранг (дзонгхаг)
Вангди-Пходранг (дзонг-кэ དབང་འདུས་ཕོ་བྲང་རྫོང་ཁག, вайли Dbang-'dus Pho-brang rdzong-khag, англ. Wangdue Phodrang Dzongkhag) — дзонгхаг (административный округ) Бутана. Вангди-Пходранг также является наименованием дзонга (основан в 1638 году Шабдрунгом) и административного центра дзонгхага Вангди-Пходранг.

## География

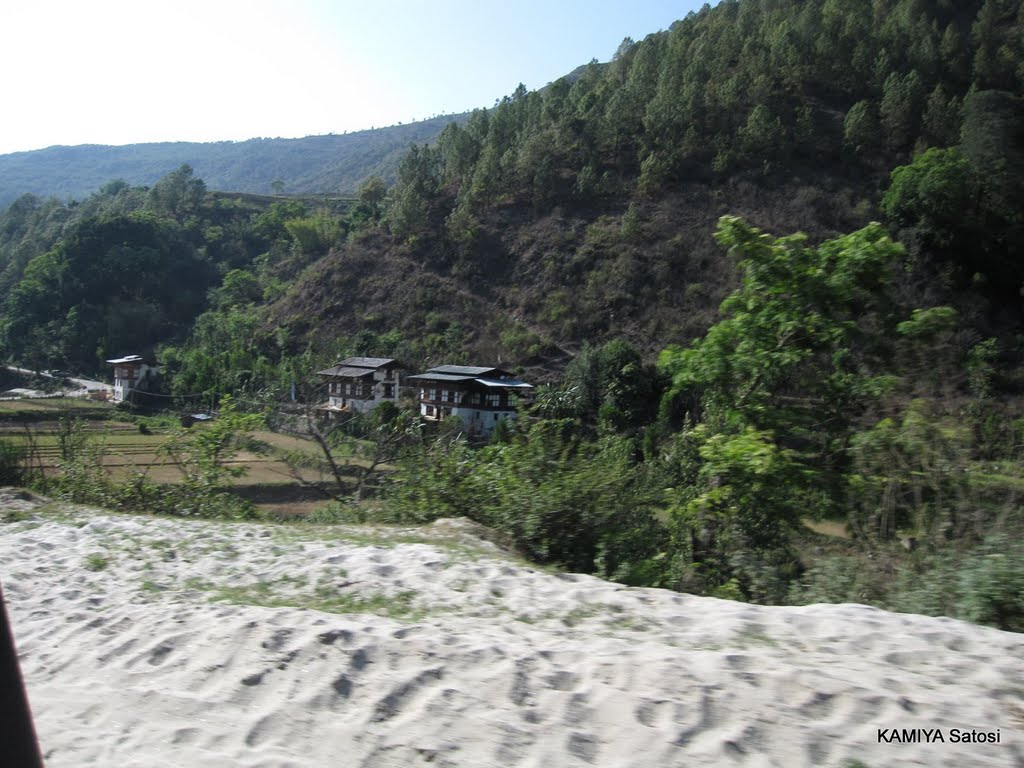
Местность, расположенная на несколько километров южнее села Чило (дзонгхаг Вангди-Пходранг, Бутан)

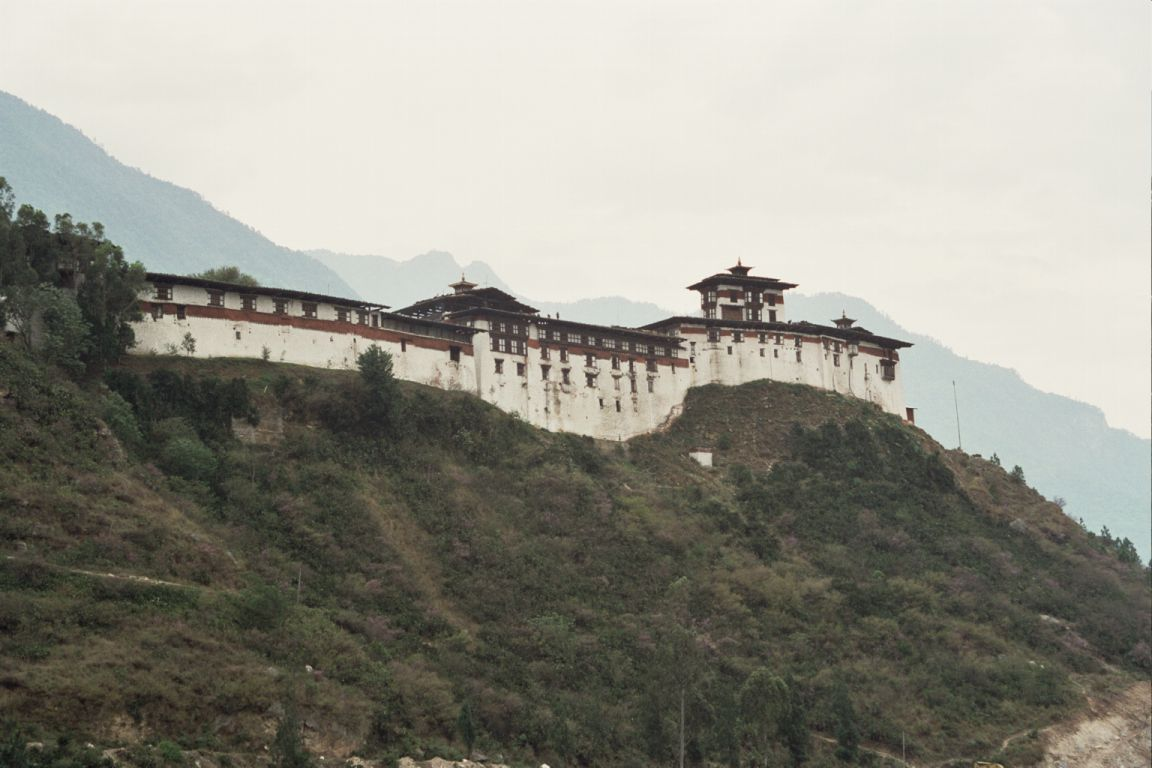
Дзонг Вангди-Пходранг в городе Вангди-Пходранг

Вангди-Пходранг — второй по величине дзонгхаг Бутана. Находится в Западном Бутане, относится к центральному дзонгдэю, граничит с Тхимпху и Пунакха на западе, Тонгса на востоке, Дагана и Трашиганг на юге, Пунакха и немного с Тибетом на севере. Площадь дзонгхага составляет 4 181 км². Наивысшая точка — 5800 м выше уровня моря. Наинизшая — 800 м выше уровня моря. Летом умеренно жарко, а зимой — прохладно. В течение года выпадает около 1000 мм осадков.
65 % земель дзонгхага занимают леса. На севере 4 гевога расположены на территории Национального парка Джигме Дорджи. Знаменитый монастырь Гангтей-гомпа расположен в гевоге Гангтей (англ. Gangtey), а известное место паломничества Boed Langdra (англ.) находится в гевоге Кажи (англ. Kazhi).

## Население
В дзонгхаге проживает 31 135 человек (2005).

## Административное деление
- Административный центр дзонгхага — город Вангди-Пходранг

Дзонгхаг делится на 15 гевогов:
- Атханг[нем.]
- Бьена[нем.]
- Гангтенг[пол.]
- Гасецо-Гом[нем.]
- Гасецо-Вом[нем.]
- Дага[нем.]
- Дангчу[нем.]
- Кажи[нем.]
- Нахи[нем.]
- Ньишо[нем.]
- Пхангьел[нем.]
- Пхобджи[пол.]
- Руписа[нем.]
- Сепху[англ.]
- Тхедцо[нем.]

## Достопримечательности
- Вангди-дзонг
- Гангтей-гомпа